# Lasioglossum balboae
Lasioglossum balboae is een vliesvleugelig insect uit de familie Halictidae. De wetenschappelijke naam van de soort is voor het eerst geldig gepubliceerd in 1928 door Cockerell.